# Вагон-ресторант
Вагон-ресторантът е пътнически вагон, в който се предлагат храни и напитки на пътниците. Различава се от други вагони с подобни услуги по пълното обслужване. Би могъл да се определи като своеобразно съчетание от кухня и трапезария, като броят на местата варира. Често е свързан със спалния вагон на композицията, ако такъв има.
Също както в обикновен ресторант, на клиентите е осигурен сервитьорски персонал, както и менюта с набор от ястия. Асортиментът зависи от категорията вагон-ресторант, но се счита, че в наличност трябва да има поне три студени предястия, две топли, няколко вида супи и основни ястия, включващи основни видове месо (свинско, говеждо, птиче).

## Кратка история
През 1867 година Джордж Пулман представя първия вагон-ресторант – своя първи „хотел на колела“ на име President. През 70-те години на XIX век вагоните били предназначени само за заможни пътници. Първият редовен вагон-ресторант е пуснат по линия между щатите Илинойс и Мисури – линия „Алтън“.

## Конструкция
Вагонът има талига и спирачна система, присъщи за всеки един пътнически вагон, оборудване за автоматично прикачване и салон, в който се разполага ресторантът. Кухненското отделение е снабдено с готварска печка, нафтена или електрическа. Разположено е и хладилно оборудване, необходимо за съхранение на продукти, в това число и охлаждане на полуфабрикати. За кухнята и умивалното помещение е осигурена водоснабдителна система. Съвременният вагон-ресторант има и климатична система.